# Donald L. Taffner
Donald L. Taffner (29 de novembro de 1930 - 6 de setembro de 2011) foi um produtor de televisão estadunidense. Taffner e sua esposa e parceira de negócios, Eleanor Bolta, foram responsáveis pelas adaptações americanas de séries de sucesso como Three's Company, Too Close for Comfort e The Benny Hill Show.

## Biografia

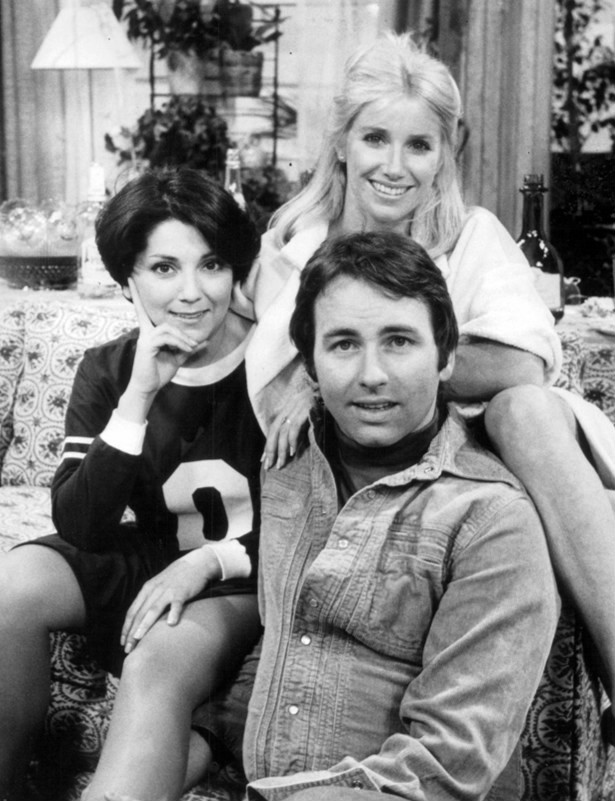
O elenco principal da série Um é Pouco, Dois é Bom e Três é Demais.

Donald Taffner nasceu em 29 de novembro de 1930 em Nova York. Em 1952, ele começou a trabalhar para a agência de talentos William Morris. Entre 1955 e 1959, Taffner serviu como agente na empresa. Mais tarde, ele trabalhou no escritório da Paramount em Nova York até que, em 1963, ele deixou a companhia para formar a DLT Entertainment, uma empresa de produção que começou a oferecer séries americanas a emissoras de TV internacionais.
Em 1975, Taffner adquiriu da Thames Television os direitos à adaptação da série britânica Man About the House (1973-1976), que foi produzida nos EUA como o título de Um é Pouco, Dois é Bom e Três é Demais. Estrelando John Ritter, Suzanne Somers e Joyce DeWitt, a sitcom tornou-se um sucesso, e foi produzida entre 1976 e 1984. A série gerou dois spin-offs: The Ropers e Three's a Crowd. Este segundo foi na verdade a continuação da produção original, que na época já havia sido cancelada.
Tentando resgatar o sucesso de Three's Company, Taffner comprou os direitos de adaptação à série britânica Keep It in the Family (1980-1983) e produziu Longe dos Olhos, Perto do Coração.
Depois de algumas tentativas fracassadas, como Check It Out!, uma série estrelada por Don Adams, Taffner co-produziu a comédia britânica As Time Goes By em parceria com Theatre of Comedy Entertainment e estrelada por Judi Dench. A série de TV teve 9 temporadas, produzidas entre 1992 e 2002, retornando com especiais em 2005.